# Scopula ichinosawana
Scopula ichinosawana är en fjärilsart som beskrevs av Matsumura 1925. Scopula ichinosawana ingår i släktet Scopula och familjen mätare. Inga underarter finns listade.